# Bodie
Bodie is een spookstadje in de Bodie-heuvels ten oosten van de Sierra Nevada in Mono County in de Amerikaanse staat Californië. Bodie ligt ongeveer 120 km ten zuidoosten van Lake Tahoe en een kleine 20 km ten zuidoosten van de hoofdplaats Bridgeport. Bodie bevindt zich op een hoogte van 2254 meter. Het Amerikaanse Ministerie van Binnenlandse Zaken erkent het Bodie Historic District als National Historic Landmark. Het dorp staat onder het bestuur van de staat Californië, dat er sinds 1962 een historisch staatspark uitbaat. Jaarlijks reizen er zo'n 200.000 bezoekers naar Bodie.

## Geschiedenis
In 1859 werd er goud ontdekt door de goudzoeker W.S. Bodey, van wie de plaats zijn naam kreeg. Hij overleed in november tijdens een bevoorradingstocht naar Monoville.
In 1876 ontdekte de Standard Company een winstgevende geologische goudlaag. Hierdoor werd Bodie omgevormd van een geïsoleerd mijnkamp met enkele goudzoekers tot een snel groeiende plaats in het Wilde Westen. Grote hoeveelheden goud die gevonden werden in 1878 trokken nog meer mensen aan. Als een zeer bedrijvig mijndorp was Bodie vooral bekend om zijn losbandigheid. In 1880 had Bodie zestig saloons. Moorden en gevechten waren dagelijkse kost. Een legende zegt dat toen een klein meisje hoorde dat ze naar Bodie verhuisde, ze tot God bad met de woorden: "Goodbye God, we're going to Bodie." ("Tot ziens God, we gaan naar Bodie")
In 1893 bouwde de Standard Company er zijn eigen hydro-elektrische centrale. De centrale kon een maximum van 6600 volt of 130 pk produceren. Deze installatie was een van de eerste installaties die werkte op een elektrische motor waarvan de elektriciteit voorzien werd door kabels over een zeer lange afstand.
Bodie had zijn eigen Chinatown waar op een gegeven moment honderden Chinezen verbleven. Het had zelfs een eigen tempel. De Chinezen die er verbleven verdienden hun geld vooral door het verkopen van groenten, het openhouden van wasserijen en het kappen en verkopen van hout. Doordat de temperaturen in Bodie vaak onder de 0°C kwamen en de winden tegen 100 mijl per uur bliezen was er zeer veel hout nodig om de huizen warm te houden.
Bodie heeft de reputatie van het meest authentieke spookstadje in het Wilde Westen, ook al verwoestte een brand een groot deel van Bodie in 1932. Nu is het bekend als Bodie State Park. Bezoekers kunnen er in de straten wandelen van een dorp dat ooit meer dan 10.000 inwoners had. Enkel een klein deel van het dorp bleef over, maar de interieurs van de huizen werden intact gehouden. Bodie is het hele jaar geopend.